# カリーノ玉名
カリーノ玉名（かりーのたまな）は、熊本県玉名市にある複合商業施設である。

## 概要
1982年（昭和57年）2月に『玉名寿屋』（たまなことぶきや）として開業。
2階建ての店舗に、約1,000台を収容可能な立体駐車場を併設している。
玉名市内には福岡丸食を核店舗とする「十和ショッビングセンター」（店舗面積約4,639m2）という規模が約半分の店舗しかなかった。
そのため、1999年（平成11年）2月期には、寿屋全体で第9位となる48億8,000万円の売上高を計上（「カリーノグループ#売上上位店舗」も参照のこと）した。
しかし、壽屋が2001年（平成13年）12月19日に熊本地方裁判所に民事再生法の適用を申請して事実上倒産し、商品の調達が出来なくなったことから2002年（平成14年）1月31日をもって寿屋は全店舗を閉店した。
その後、九州ジャスコ（現在のイオン九州）による「ジャスコ玉名店」として2002年（平成14年）5月25日に営業を再開したが、宇土店と同時期の2011年（平成23年）2月20日に閉店。他業態への転換がないジャスコの閉店としては最後となった。
施設の老朽化や競合店の増加により、宇土店と同様に売上高はピーク時から30%近く減少していたという。
その後、県内の菊池市を拠点とする地場系のスーパー「ビッグミカエル玉名店」が入居し、2011年（平成23年）5月19日に開業した。
しかし、国道208号を挟んだ向かいにゆめタウン玉名が2013年（平成25年）10月23日に開業し、競合したことなどから、2014年（平成26年）3月31日に閉店。
現在は、同年7月24日より出店しているディスカウントストアの「ダイレックス玉名中央店」が核テナントとなっている。

## 主な店舗
- ダイレックス（ディスカウントストア）
- カーブス

## 交通アクセス
- JR鹿児島本線・玉名駅より、北東へ約1km（徒歩約10分）
- 九州新幹線・新玉名駅より、南西へ約3km
- 産交バス「ゆめタウン玉名前」（国道208号側入口）および「亀甲商店街」（駅通側入口）下車すぐ